# Craspedortha porphyria
Espèce
Craspedortha porphyria est une espèce de lépidoptères (papillons) de la famille des Sphingidae, de la sous-famille des Sphinginae, de la tribu des Sphingini, du genre Craspedortha. C'est l'espèce type pour le genre.

## Description
L'envergure est d'environ 60 mm. La couleur de fond de la face supérieure de l'aile antérieure est constituée de nuances de gris brun pâle avec des reflets pourpres pâles. Il y a une tache pentagonale sombre sur la zone médiane.

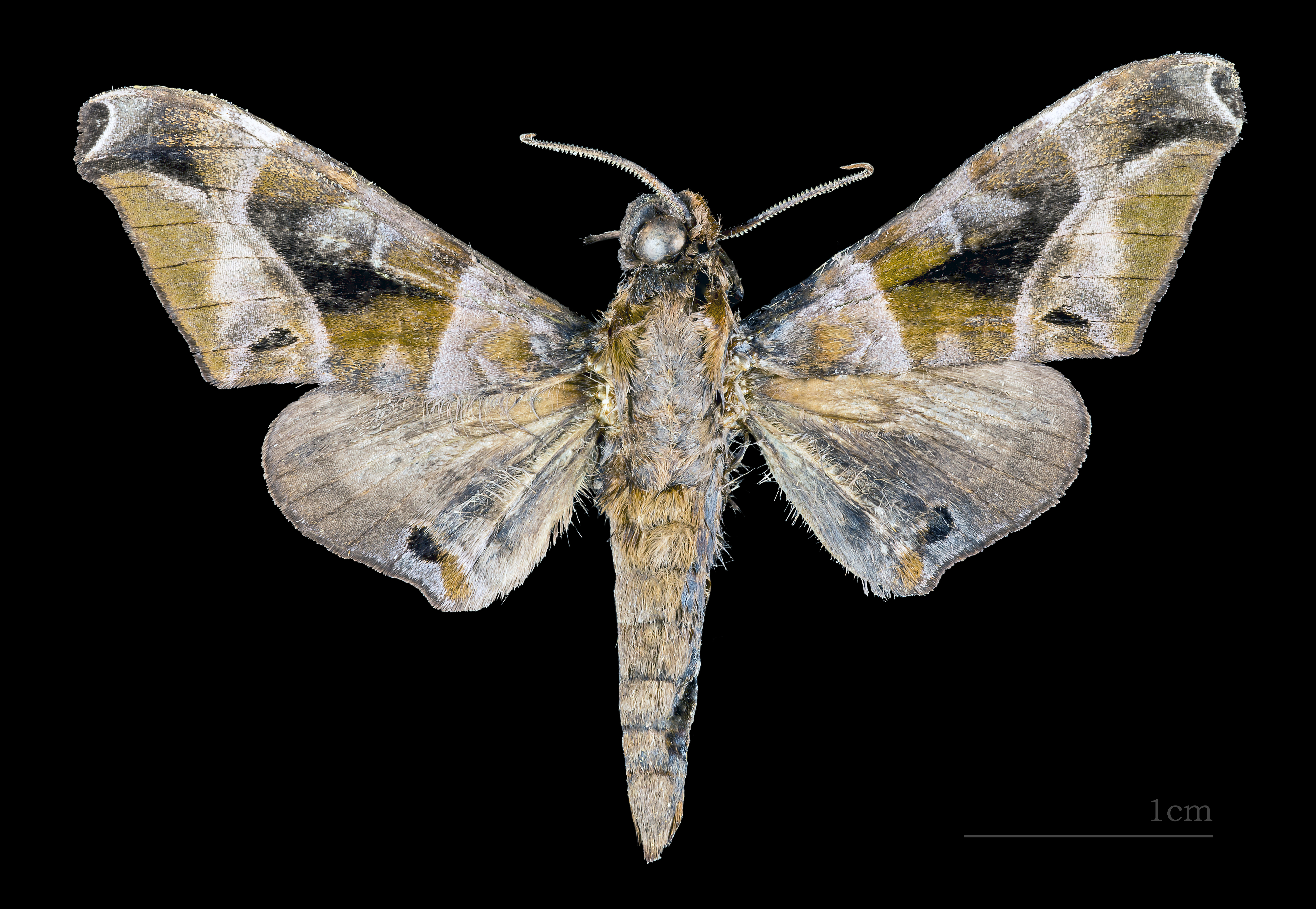
Face dorsale du mâle MHNT.
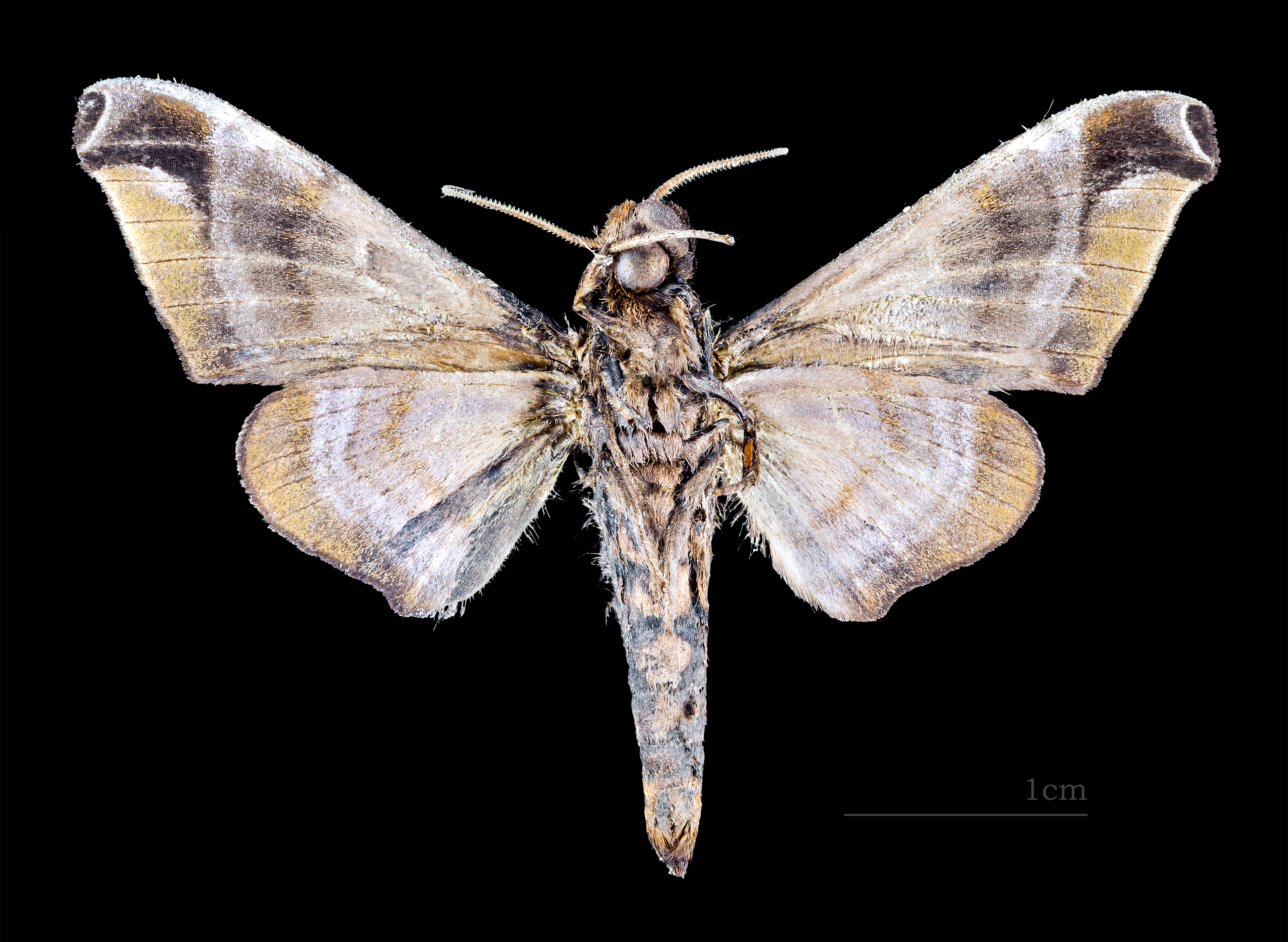
Revers du mâle MHNT.

## Répartition
L'espèce est connue au Népal, dans le nord-est de l'Inde, en Birmanie, dans le sud de la Chine, au sud Vietnam et en Thaïlande. La sous-espèce Craspedortha porphyrie basale est endémique de Java.

## Biologie
Les chenilles se nourrissent sur Vitex canescens au Laos et en Thaïlande.

## Systématique
- L'espèce a été décrite par l'entomologiste britannique Arthur Gardiner Butler en 1876 sous le nom initial de Daphnusa porphyria[1].
- La localité type est Darjeeling.

### Synonymie
- Daphnusa porphyria Butler, 1876 (protonyme)
- Craspedortha inapicalis Mell, 1922
- Parum porphyria basale Dupont, 1937

### Taxonomie
Liste des sous-espèces
- Craspedortha porphyrie porphyrie (Népal, au nord-est de l'Inde, Birmanie, sud de la Chine, au sud du Vietnam et en Thaïlande)
- Craspedortha porphyrie basale (Dupont, 1937) (Java)